# Cyphocharax signatus
Cyphocharax signatus é uma espécie de peixe da família dos Curimatidae e da ordem dos caraciformes. Os machos podem alcançar 3,3 cm de comprimento. Vivem em zonas de clima tropical, na América do Sul, mais especificamente, no rio Vermelho (afluente do rio Araguaia, bacia do rio Tocantins), no Brasil.